# Henry Robinson-Montagu (6e baron Rokeby)
Henry Robinson-Montague, 6e baron Rokeby, (2 février 1798 - 25 mai 1883) est un officier supérieur de l'armée britannique.

## Carrière militaire
Il est le fils de Matthew Montagu (4e baron Rokeby), et est Officier dans les Scots Guards en 1814. Il combat à la bataille des Quatre Bras et à la bataille de Waterloo en juin 1815.
Il combat dans la guerre de Crimée en tant que commandant de la 1re division en 1855. Après la guerre, en 1856, il est nommé au nouveau poste de général de division commandant la brigade des gardes. Il quitte ce poste cinq ans plus tard en 1861. Il est promu général en 1869 et prend sa retraite en 1877.
La pairie s'éteint à sa mort le 25 mai 1883. Il a vécu à Hazelwood, Abbots Langley, Hertfordshire de 1838 jusqu'à sa mort,.

## Famille
En 1826, il épouse Magdalen Huxley ou Hurley, la veuve de Frederick Crofts,. Ils ont :
- Harriet Lydia Montagu, (décédée le 23 novembre 1894), elle épouse le 4e comte de Portarlington ;
- Mary Montagu (décédée le 6 septembre 1868), elle épouse John Paulet (14e marquis de Winchester). En 1895, Henry Paulet, plus tard 16e marquis de Winchester, est en possession du domaine familial Denton dans le Northumberland[6];
- Magdalen Montagu, (décédée le 30 septembre 1919), elle épouse Gerald Wellesley, doyen de Windsor, fils de Henry Richard Charles Wellesley. En 1895, le domaine d'Eryholme dans le Yorkshire est en sa possession;
- Edmund Montagu, (1835–1852).